# Lac Mégantic
Cet article concerne le lac situé au Québec. Pour la ville, voir Lac-Mégantic.
Le lac Mégantic (en abénaqui : Namagôntekw ou Namagôtegw) est un lac du Québec situé en Estrie. Il est à la source de la rivière Chaudière, affluent du Saint-Laurent.

## Étymologie
Mégantic signifie « lieu où se tiennent les poissons » en (abénaqui).

## Géographie
Le lac Mégantic est situé à l'ouest de la ville de Lac-Mégantic, dans la région des Appalaches.
Son altitude est de 395 mètres ; sa longueur, de 16,8 km ; et sa largeur, de 3,5 km. Sa superficie est de 27,4 kilomètres carrés.
Au sud-est, le lac aux Araignées, alimenté par la rivière aux Araignées, fait partie de ses tributaires avec les rivières Arnold, Bergeron et Victoria.
Le lac Mégantic est situé dans une région boisée et montagneuse ; on y trouve le mont Mégantic à l'ouest, avec 1 105 mètres d'altitude, et le mont Gosford au sud, avec 1 186 mètres.
Le village de Piopolis est situé sur la rive ouest du lac, ainsi que Marston ; le village de Saint-Augustin-de-Woburn est à environ 7 kilomètres au sud, et celui de Frontenac se trouve à environ 4 km à l'est.

## Description vers 1815
Par Joseph Bouchette, arpenteur : « Le canton de Marston, dans le comté de Buckingham, est bien situé sur la rive occidentale du Lac Mégantic.(...)Il est arrosé par plusieurs courants et petits lacs, outre le Lac Mégantick, (...) autour du lac en général, il y a quelques excellentes prairies. Le paysage du voisinage est très pittoresque, vu que le terrain s'élevant par degré depuis les bords du lac, est revêtu d'une riche verdure, et embelli par de forts groupes d'arbres majestueux, qui s'élèvent par rangées les uns au-dessus des autres, jusqu'à ce qu'ils couronnent le sommet des hauteurs, et qui présentent une variété de feuillage enchanteresse. Les eaux abondent en excellent poisson, et le pays qui entoure ce lieu séquestré et romantique est le rendez-vous de presque toutes les espèces de gibier. »

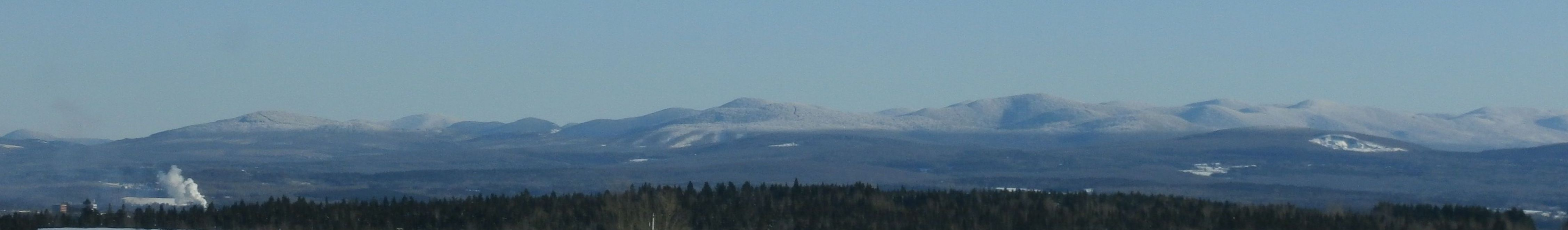
Montagnes frontalières.

 Montagnes frontalières à l'est du lac Mégantic vue depuis les hauteurs du rang St-Joseph à Nantes. Le lac est situé à 4.5 kilomètres de distance et à 180 mètres de dénivellation plus bas.

## Peuplement
Le peuplement se fit lentement autour du lac en commençant par le village de Piopolis en 1871. Puis d'autres hameaux se développèrent. En mars 1879, le tronçon du chemin de fer International de Saint-François et Mégantic entre Lennoxville et la rivière Chaudière est complété et une petite gare est construite au Lieu-dit La Chaudière. Le chemin de fer se développera et les installations de la Gare de Lac-Mégantic s'agrandiront avec divers services. Le bateau à vapeur Lena, propriété de Georges Flint basée à Trois-Lacs ou il possède également un petit moulin a scie, reliait les différents Hameaux autour du lac Mégantic, transportait les passagers, la poste et les marchandises aux endroits désirés.

## Galerie de photographies

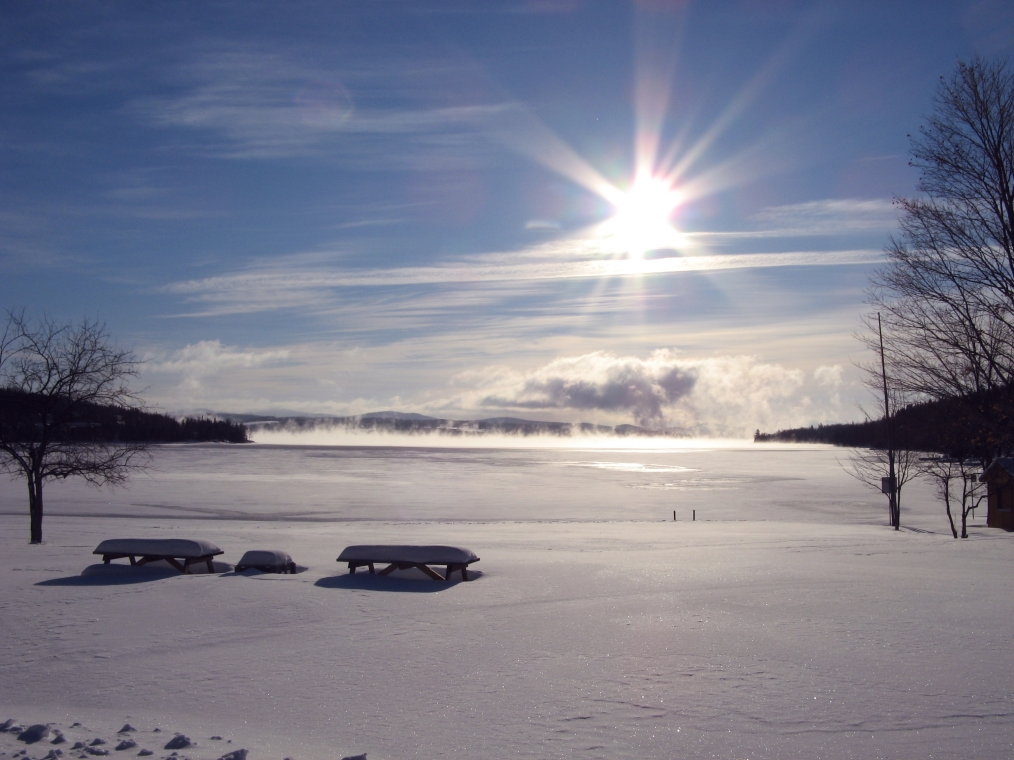
La baie des Sables, en hiver, avec le lac en train de geler.
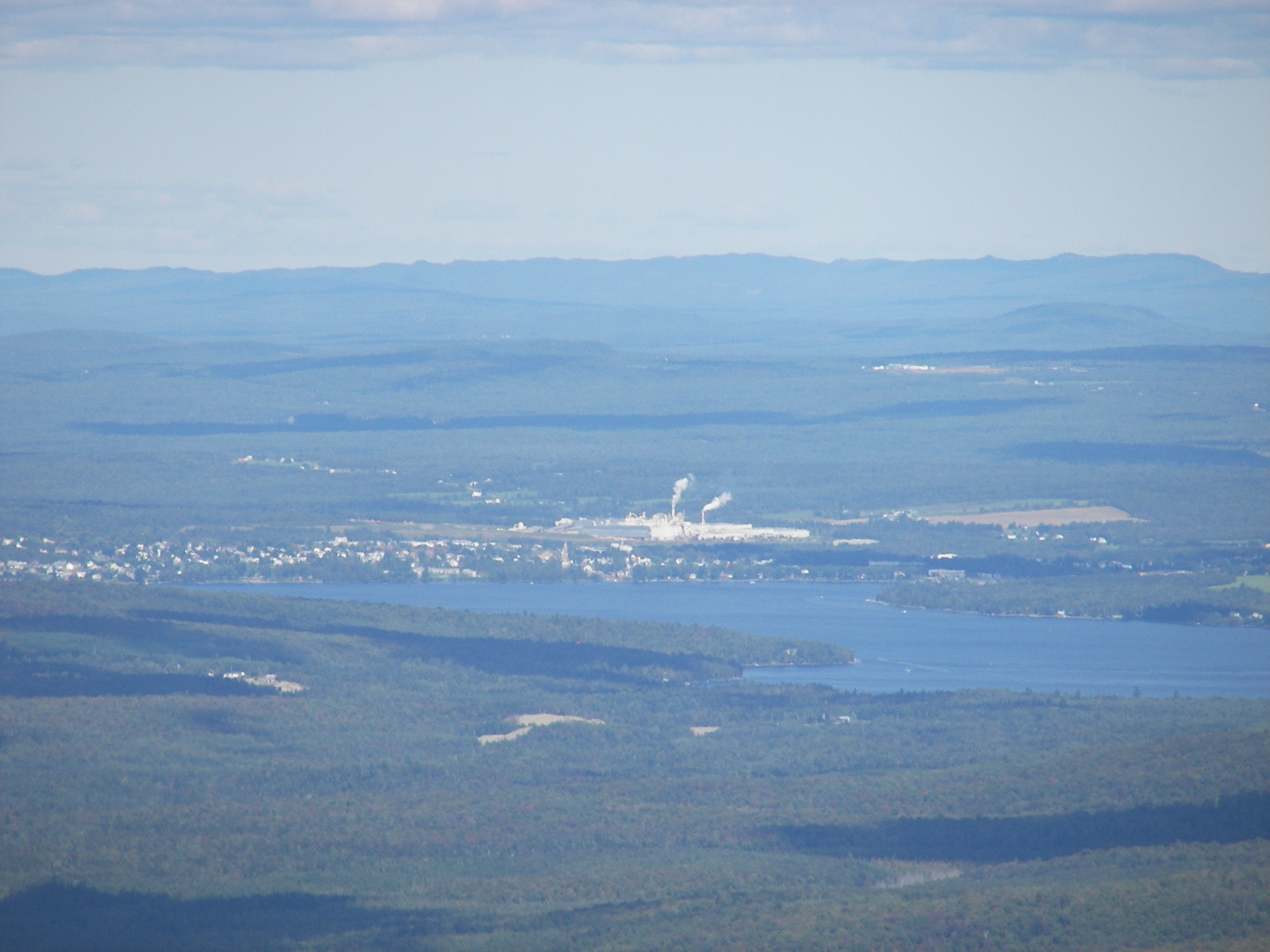
Le lac Mégantic, vu du mont Mégantic.
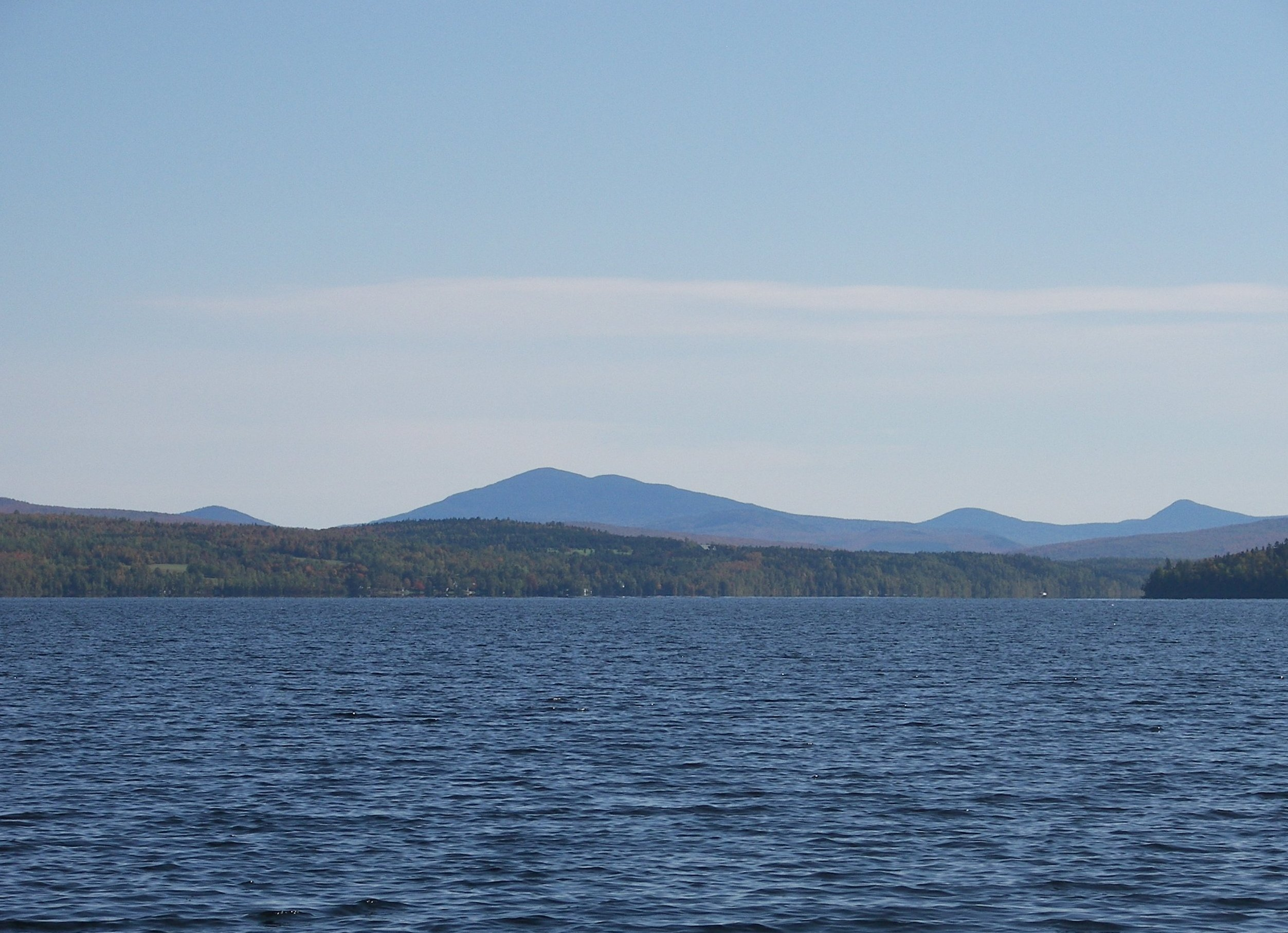
Le lac Mégantic, vu à partir de la baie des Sables ; le mont Snow des États-Unis (1 218 mètres) au centre.
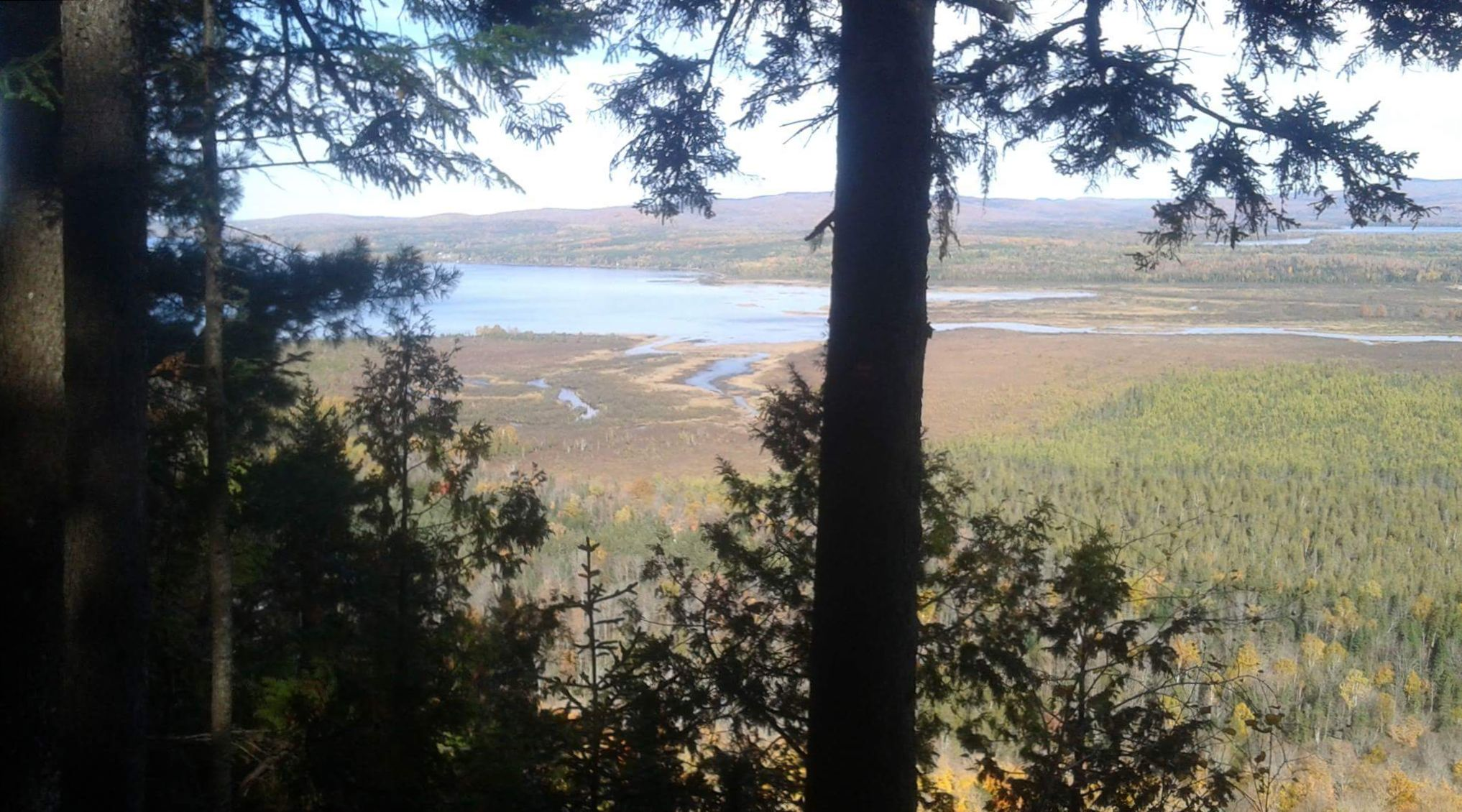
La limite sud du Lac Mégantic et le marais vue du sommet du mont Scotch Cap.
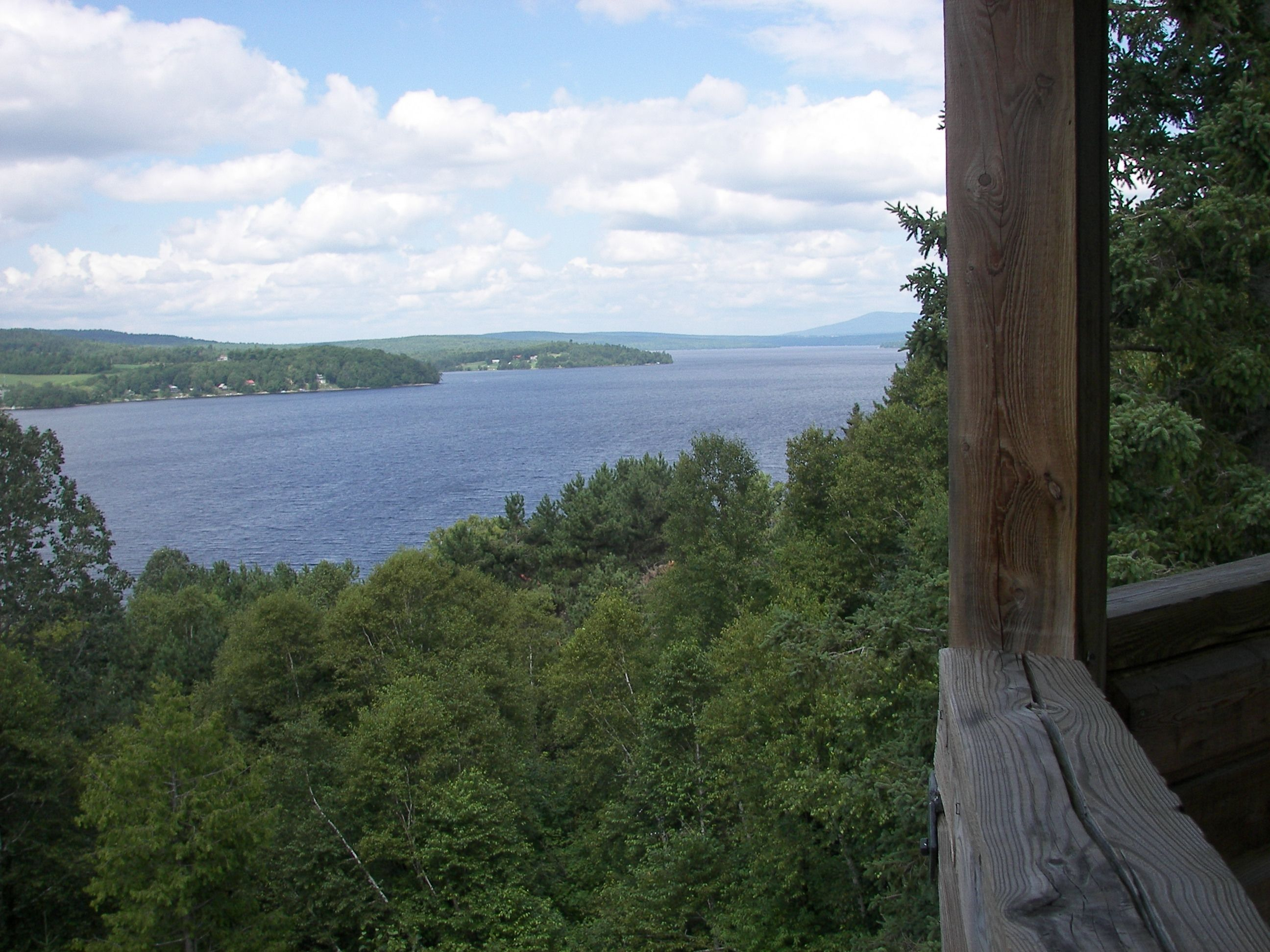
Le lac Mégantic, vu de la tour des Hautes-Appalaches.
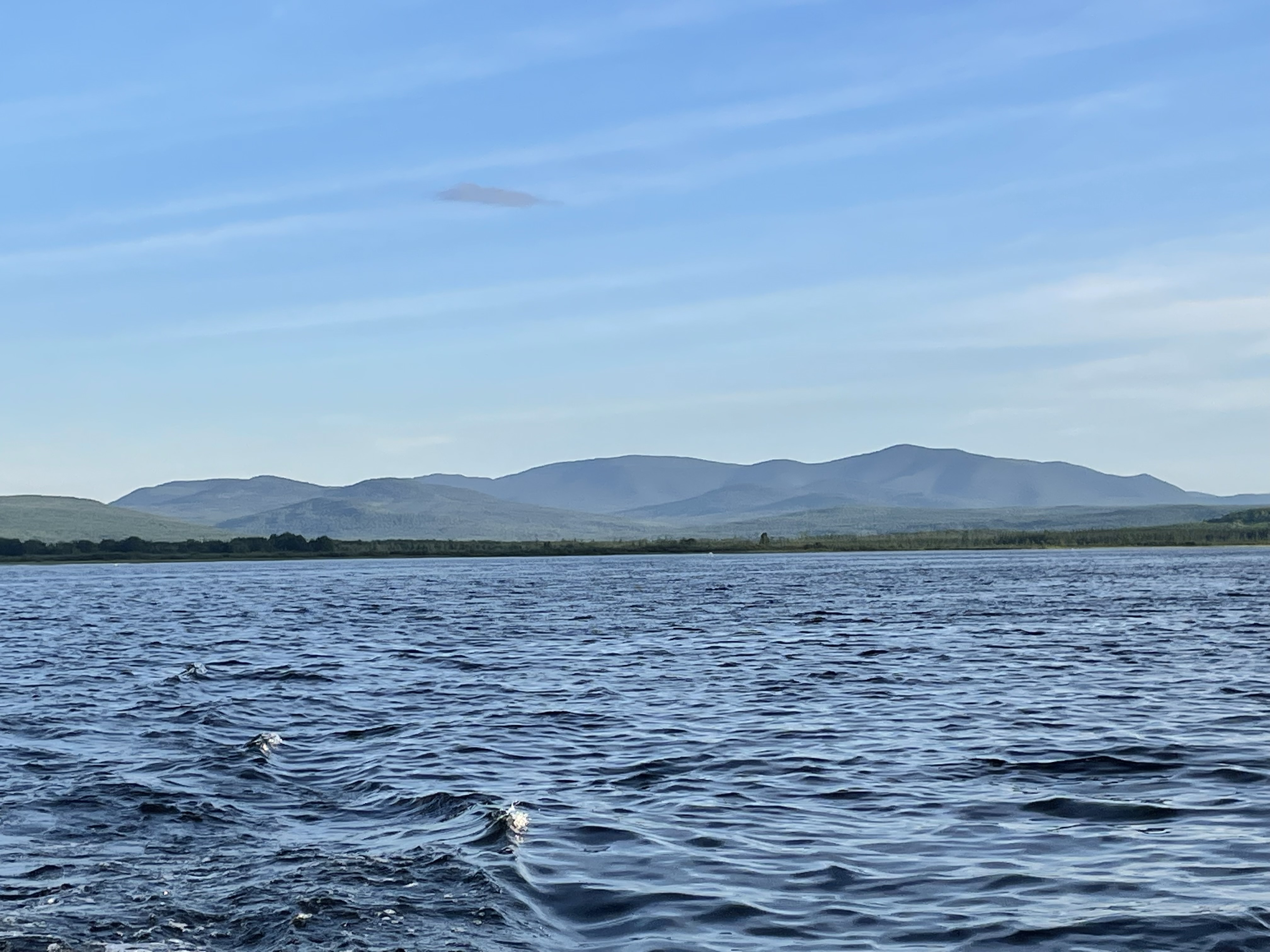
Vue du lac et des montagnes à la pointe vers Woburn

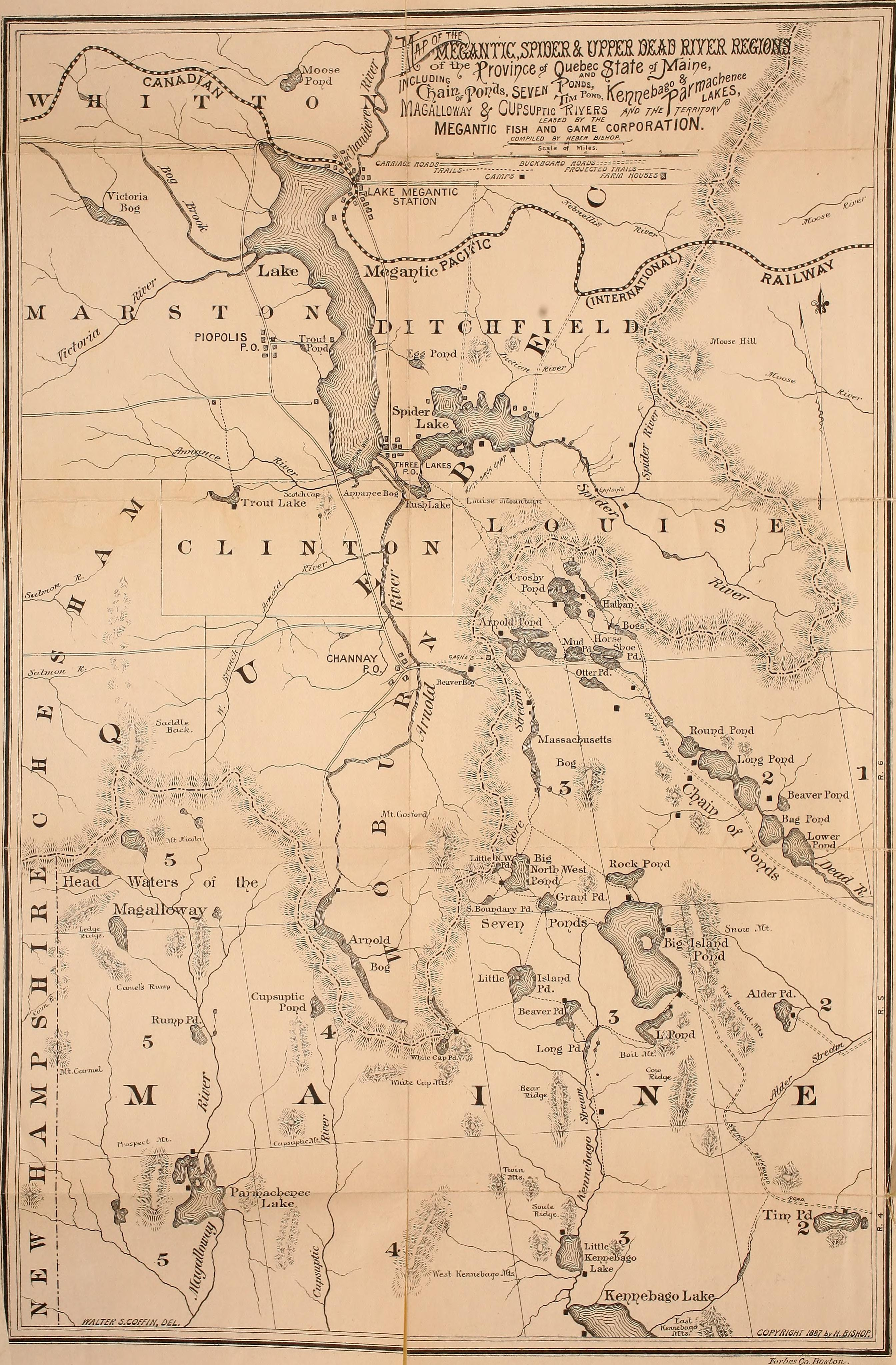
Livret cartographique du lac Mégantic, du lac aux Araignées (Spider) et de la région en amont de la rivière Dead, au Québec et dans l'État du Maine (1887).)

## Écologie
L'état du lac est globalement bon, et une association en surveille l'eutrophisation éventuelle.